# ERPS
ERPS (англ. Ethernet Ring Protection Switching) — кольцевой протокол, использующийся для исключения образования колец в топологии. Может быть заменой семейству протоколов STP.

## Принцип работы
На всех коммутаторах, включённых в физическое кольцо, назначается специальная R-APS VLAN, по которой будет передаваться служебная информация. Остальные VLAN, проходящие по кольцу, преобразуются в Protected VLANs. Также указываются West- и East-порты, причём West должен смотреть на East и, соответственно, наоборот. Один из коммутаторов (как правило, самый дальний от входа в сеть, чтобы получились две примерно равные ветви) выбирается RPL owner’ом и один из его кольцевых портов назначается RPL-портом, на котором трафик будет блокироваться. Таким образом, если на одном из коммутаторов на кольцевом порту пропадает связь, этот коммутатор шлёт служебное сообщение об обрыве через работающий порт и таким образом извещает RPL owner’а, который, в свою очередь, включает неработающий порт. При восстановлении же сигнала на упавшем порту коммутатор блокирует его на время, указанное в параметре WTR Time, чтобы при нестабильном сигнале с этого порта не приходилось постоянно перестраивать топологию.

## Преимущества
- Малое время сходимости.
- Возможность включения в кольцо устройств, не поддерживающих ERPS, однако они не должны идти подряд, иначе некому будет отсылать уведомления о пропавшей связи.
- Простая настройка.